# 潘滔
潘滔，字陽仲，西晋政治人物，滎陽郡中牟县人，太常潘尼的侄子。
潘滔有才識，以文学见长。始任皇太子司馬遹的太子洗馬，後改任散骑侍郎。永康元年（300年）正月，司馬遹被皇后賈南風诬陷问罪，幽禁于许昌宫。晋惠帝下诏令禁止太子的臣僚与太子辞别送行。潘滔与其他宮臣洗马江統、舍人王敦、杜蕤、鲁瑶等人冒犯禁令到伊水，流着眼泪向太子辞别、司隶校尉满奋将他们逮捕送到牢狱。贾谧为了名声，就告诉洛阳县令曹攄把他们释放。
潘滔後被東海王司馬越引为幕僚，担任黄門郎。当時人称，司馬越府有三才：潘滔大才、劉輿長才、裴邈清才。太安二年（303年）八月，河間王司馬顒、成都王司馬穎起兵討伐主管朝政的長沙王司馬乂，司馬顒属下張方包围洛陽洛阳。永安元年（304年）正月，洛陽城中粮食日益困窘，司馬越在朝中考虑司馬乂不能成功，暗地与将领趁夜把司馬乂拘捕，打开洛陽城門。殿中的官兵看到城外的军队并不强，又谋划劫出司馬乂来抗拒司马颖。司馬越惶惶不安，想杀掉司馬乂。潘滔说：“不能我们杀，将自有除掉障害的人。”就派人秘密告诉张方，张方在洛陽城外带走司馬乂，把他用火烧烤杀死。
後来潘滔担任司馬。永嘉元年（307年）十二月，司馬越与割据兗州的軍将軍苟晞关系很亲近，结拜为兄弟。潘滔对司马越说：“兖州地处天下要衝，魏武（曹操）以此創業。苟晞有大志，让他在兗州長期任职，就会成为心腹祸患。如果把他调迁到青州，提高他的名号，苟晞一定高兴。大王亲自管理兖州，藩卫朝廷，防患于未然。”司馬越同意，自任丞相，兼兖兗州牧，都督兖、豫、司、冀、幽、并六州諸軍事。苟晞任征东大将军、开府仪同三司，加假節、侍中、都督青州諸軍事，兼任青州刺史、封东平郡公。苟晞、司馬越之间因此产生怨恨。
永康三年（309年）三月，晋怀帝的心腹中書監繆播、太僕繆胤、散騎常侍王延、尚書何綏、太史令高堂沖一起参与朝廷的机密事务、司馬越怀疑他们对自己有异心，潘滔和劉輿劝说司马越把缪播等人全部誅殺。司馬越于是诬陷缪播等人图谋叛乱，逮捕交付廷尉，一同处决。
永康四年（310年）十一月，司馬越出征討石勒，以潘滔任河南尹，总管洛陽留守事务。永康五年（311年），潘滔、尚书刘望等人挑拨司馬越与苟晞的关系，誣告苟晞。苟晞发怒，上表索求潘滔等人的头颅，向各州传布檄文，称颂自己的功绩，列举司马越的罪状。晋怀帝对司马越专权，也感到厌恶，于是给苟晞密詔，让他征讨司马越。苟晞派遣派骑兵拘捕潘滔，潘滔连夜逃跑，返回洛陽。
三月，司馬越憂憤患病，在项县去病死。潘滔继续主政洛陽。五月，洛陽日益飢饉，漢趙大軍兵临洛阳，苟晞上表请求遷都倉垣。晋怀帝同意，潘滔怕苟晞杀他，没有奉詔。六月，汉赵攻下洛陽，晋怀帝被俘。潘滔生死不明。
潘滔有知人之鉴，善于相人。潘滔见到小时候的王敦，说“君蜂目已露，但豺声未振。必能吃人，也当为他人所食。”